# Adam Hofman
 (octobre 2017).
Pour les articles homonymes, voir Hofman.
Adam Hofman, né 23 mai 1980  à Kalisz, est un politologue et homme politique polonais, député à la Diète de 2005 à 2015.

## Biographie
Adam Hofman effectue sa scolarité secondaire au lycée Ignacy-Jan-Paderewski de Kalisz et ses études supérieures de sciences politiques à l'Université de Wrocław. Durant celles-ci, il est membre de la NZS, fondateur et dirigeant du Forum des étudiants de l'Université de Wrocław. Il occupe le poste de conseiller de l'un des adjoints au maire de la ville de Wrocław.
Membre du parti Droit et justice (PiS), il est candidat sans succès en 2004 au Parlement européen dans la circonscription de Basse-Silésie, et est élu en 2005 (à l'âge de 25 ans) député à la Diète dans la circonscription de Koniń. En mai 2007, il est élu président d'une commission d'enquête parlementaire sur les questions bancaires.
Il est réélu lors élections législatives en 2007. En 2009 il se présente deuxième fois, toujours sans succès, aux élections européennes. En 2010 il devient porte-parole du parti et du groupe parlementaire de Droit et de la Justice. Lors des élections de la Diète en 2011, il est réélu. Le 26 novembre 2011, il est nommé au comité politique de ce parti.
En novembre 2013, à la suite de contestations de sa déclaration de situation patrimoniale il est suspendu du parti et de la commission parlementaire du groupe. Après avoir été réintégré, il est finalement exclu en novembre de la même année pour ne pas avoir respecté les règles de remboursement de frais durant des missions à l'étranger. 
En 2015, Adam Hofman annonce renoncer à se présenter aux élections législatives ayant lieu en octobre.
En mai 2016 il devient vice-président de la Fédération polonaise de handball. Il renonce à ces fonctions lors du renouvellement des instances sportives en octobre 2016.